# Liste des provinces et territoires canadiens par indice de développement humain
Ci-dessous se trouve une liste des provinces et des territoires canadiens classés par leur indice de développement humain.

## Indice de développement humain

Carte des provinces et territoires canadiens par IDH. (2015)
Légende:
> 0.920
0.920 - 0.910
0.910 - 0.900
0.900 - 0.890
< 0.890

| Rang                  | Rang                                                         | Provinces et territoires  | IDH                   | IDH                                                         | IDH                                                         | Pays comparable                      |
| Estimations pour 2011 | Changements des données de 2011 par rapport à celles de 2005 | Provinces et territoires  | Estimations pour 2011 | Changement des données de 2011 par rapport à celles de 2005 | Changement des données de 2005 par rapport à celles de 2000 | Comparaison pour les données de 2011 |
| --------------------- | ------------------------------------------------------------ | ------------------------- | --------------------- | ----------------------------------------------------------- | ----------------------------------------------------------- | ------------------------------------ |
| 1                     | en stagnation                                                | Alberta                   | 0.917                 | 0.010                                                       | 0.016                                                       | États-Unis                           |
| 2                     | en stagnation                                                | Ontario                   | 0.913                 | 0.014                                                       | 0.011                                                       | États-Unis                           |
| 3                     | (1)                                                          | Territoires du Nord-Ouest | 0.911                 | 0.012                                                       | 0.018                                                       | Pays-Bas                             |
| 4                     | en stagnation                                                | Colombie-Britannique      | 0.910                 | 0.016                                                       | 0.010                                                       | Pays-Bas                             |
| —                     | —                                                            | Canada                    | 0.908                 | 0.016                                                       | 0.013                                                       |                                      |
| 5                     | en stagnation                                                | Québec                    | 0.903                 | 0.020                                                       | 0.014                                                       | Suisse                               |
| 6                     | en stagnation                                                | Saskatchewan              | 0.898                 | 0.019                                                       | 0.014                                                       | Hong Kong                            |
| 7                     | en stagnation                                                | Terre-Neuve-et-Labrador   | 0.894                 | 0.020                                                       | 0.025                                                       | Danemark                             |
| 8                     | (3)                                                          | Yukon                     | 0.889                 | 0.026                                                       | 0.011                                                       | Israël                               |
| 9                     | (1)                                                          | Nouvelle-Écosse           | 0.886                 | 0.016                                                       | 0.010                                                       | Belgique                             |
| 10                    | (1)                                                          | Manitoba                  | 0.885                 | 0.016                                                       | 0.013                                                       | Autriche                             |
| 11                    | (1)                                                          | Nouveau-Brunswick         | 0.882                 | 0.015                                                       | 0.016                                                       | Finlande                             |
| 12                    | (1)                                                          | Île-du-Prince-Édouard     | 0.877                 | 0.016                                                       | 0.017                                                       | Espagne                              |
| 13                    | en stagnation                                                | Nunavut                   | 0.820                 | 0.025                                                       | 0.022                                                       | Hongrie                              |